# ロシア高層アパート連続爆破事件
ロシア高層アパート連続爆破事件（ロシアこうそうアパートれんぞくばくはじけん）とは、1999年にロシアで発生した爆弾テロ事件。
ロシア政府は本事件をチェチェン共和国独立派によるテロ事件と断定し、第二次チェチェン紛争のきっかけとなったが、一部のジャーナリストや歴史家は、ロシア政府による自作自演の可能性を指摘している。

## 概要
同年8月終わりから9月にかけて、首都モスクワなどロシア国内3都市で爆発が発生し、計300人近い死者を出した。
8月に首相となったウラジーミル・プーチンは、チェチェン独立派武装勢力のテロと断定。本事件と、チェチェン独立派のダゲスタン侵攻を理由にチェチェンへの侵攻を再開し、第二次チェチェン戦争の発端となった。プーチンの強硬路線は反チェチェンに傾いた国民の支持を大きく集め、彼を大統領の座に押し上げた。
一連の爆破事件はチェチェンのテロリストによって引き起こされたと一般に考えられているが、彼らによる犯行は決定的に証明されたものではなく、一部のジャーナリストと歴史家（アレクサンドル・リトビネンコなど）は事件がプーチンを大統領職へと押し上げるためにロシア政府機関によって仕組まれたものだと主張している。

## 事件の発生
- 8月31日 - モスクワ中心部のショッピングモールで混雑時間帯に爆弾テロ。1人が死亡、40人が負傷。
- 9月4日 - ダゲスタン共和国のブイナクスクの軍人用集合住宅に乗り入れたトラックが爆発、建物が崩壊。64人のロシア兵および家族が死亡、130人が負傷。
- 9月9日 - モスクワのグリナノフ通りの集合住宅で爆破事件。94人が死亡、164人が負傷。
- 9月13日 - モスクワ、カシールスカヤ街道沿いの集合住宅で爆破事件。119人が死亡。
- 9月16日 - ヴォルゴドンスクの集合住宅で爆破事件。17人が死亡、72人が負傷した。

## 事件の影響
9月23日 - ロシア軍、チェチェンの首都グロズヌイに対する無差別爆撃を開始。
10月1日 - ロシア軍地上部隊、チェチェン侵攻を開始。
2002年 - イギリスに亡命していたFSBの元職員アレクサンドル・リトビネンコは、自著『Blowing Up Russia: Terror From Within』のなかで、「事件はチェチェン侵攻の口実を得ようとしていたプーチンを権力の座に押し上げるため、FSBが仕組んだ偽装テロだった」と証言している。その後、リトビネンコは2006年に何者かに放射性物質を盛られて暗殺されたと言われている（リトビネンコ事件）。

## 公式説
2000年8月7日、FSBは記者会見を開き、事件の捜査状況について説明した。事件の捜査中、33人が拘束され、爆弾がチェチェンからスタヴロポリ地方ミールヌイ、キスロヴォツク、モスクワに運ばれたと断定した。
2001年6月29日、スタヴロポリにおいて、事件の事前審理が行われた。事件では、カラチャイ・チェルケス共和国の住民5人、アスラン（Аслан）とムラート・バスタノフ（Мурат Бастанов）兄弟、ムラトビ・トゥガンバエフ（Муратби Туганбаев）、タイカン・フランツーゾフ（Тайкан Французов）、ムラトビ・バイラムコフ（Муратби Байрамуков）の5人が起訴された。裁判は、当初カラチャイ・チェルケス共和国で行われる予定だったが、同地では陪審員制度がまだなかったため、スタヴロポリ地方裁判所において非公開で行われることとなった。

## リャザン事件
ロシア西部リャザン州の州都リャザンのアパートで地元住人が不審者を発見し、通報を受けた警察がアパートの地下で時限爆弾らしき物体を発見した事件。ジョンズ・ホプキンス大学院でロシアとソビエトの政治と歴史を研究しているデビッド・サッター （David Satter）や、元FSB職員でロシア政府を批判していたアレクサンドル・リトビネンコは、この事件がロシア政府による自作自演だと主張している。一方でロシア政府は、爆弾とされたものは偽物で、事件は単なる訓練だったと主張している。
1999年9月22日の午後9時頃、リャザンの集合住宅に住むバス運転手のアレクセイ・カルトフェルニコフは、車からアパートの地下に袋を運び込む不審な男2人に気付き、警察に通報した。カルトフェルニコフは『インディペンデント』の取材に対し、「不審車のナンバープレートは最後の2桁の部分に紙が貼りつけてあり、紙にはリャザンを示す地域コードである62と手書きされていた。」と答えたとされ、もう一人の目撃者である無線技術者のウラジミール・ワシリエフは『ロサンゼルス・タイムス』の取材に対し「不審者達は肌が黒っぽい傾向のあるチェチェン人のようではなく、ロシア人のようだった」と証言したとされた。ナンバープレートについて、サッターは著書の中で、プレートに貼られた紙が剥がれ落ちたことでワシリエフは紙の下にモスクワのナンバーを示す「77」を目撃したと主張している。「lenta.ru」の報道によれば、通報を受けて駆け付けた地元警察が異物の混じった砂糖袋に、時限爆弾らしきものが取り付けられた不審物を発見したとされる。『コメルサント』の報道によれば、警察は起爆装置と思われる火薬を充填した12ゲージの散弾銃の薬莢を発見したとされ、警察の爆弾処理班がガス探知機を使用したところ、蒸気からプラスチック爆弾の原料としても使われる非常に強力な軍用爆薬、RDXだと判断され、地元警察は非常線を張って道路と鉄道を封鎖したとされる。また『コメルサント』は「リャザンでは他の都市と違って爆弾の信管を外すのはFSBの専門家ではなく、警察の爆発物処理班だった。」と報道した。
1999年9月23日1時30分、複数のロシアメディアによれば、警察の爆発物処理班は不審物のサンプル1キロをリャザンから数キロ離れた射撃場に持ち込んだとされる。現場に残されていたものと同様に、散弾銃の薬莢から作られた起爆装置を使って爆発調査を試みたが、不審物を爆発させる事は出来なかったと報道された。専門家によれば、袋にはオリョール地方のコルピャンスキー製糖工場で製造された通常の砂糖が詰められており、おそらくRDXと思われる異物が混合されていたが、その量が非常に少量だったのでこの混合物は実験中に爆発しなかったことが判明したと報道された。
リトビネンコとユーリ・フェルシチンスキー、或いはサッターは著書の中で、事件発生後にモスクワへ長距離電話をかけた不審な会話の一部を地元電話局のオペレータが偶然耳にし、警察に通報したと主張した。会話内容は「リャザンから脱出できない」、「一人ずつ離れろ。どこにでもパトロールがいる。」といったものであり、警察が通話記録を調べたところ、通話先はFSBだったと主張している。『ガーディアン』は、ロシア比較政治研究所のボリス・カガルリツキーの発言を引用し、「警察がその後不審者2人を逮捕したものの、2人はFSBの身分証明書を提示し、モスクワからの命令により釈放された。」と報道した。
当時のロシアにはRDXを製造する工場が2ヵ所あったが、いずれもFSBの厳重な監視下にあった。
1999年9月24日、FSBのニコライ・パトルシェフ長官（当時）は、「RDXは訓練の為のダミー爆弾であり、火薬のように見えた袋詰めの白い粉は砂糖だった。警察の爆薬探知機は故障していた。」と発表した。
2000年1月18日付のロシアの英字紙『モスクワタイムス』は、FSBがロシア人の反チェチェン感情を煽る目的で実行した可能性があると指摘した。
2000年2月、記者のパベル・ヴォロシンは、リャザンの爆弾を解除した警察の爆発物処理班の班長であるユーリ・トカチェンコとの2時間にわたるインタビューに基づいて、記事を書いた。発見当時のガス分析検査の結果は陽性であり、即ちそれが爆発物だと示しており、トカチェンコは検査機器が正常に作動したことを完全に確信していると語った。トカチェンコは、使用されたガス分析装置は世界標準の品質であり、価格は2万ドルで、装置には放射線源が含まれていたため厳密なスケジュールに従って作業し、頻繁に予防的チェックを行う専門家によって保守管理されており、豊富な経験を積んだ技術者全員がモスクワの科学技術センターで更新コースを複数回受講し、2年ごとの試験に合格していたと主張した。また記事中では使用された起爆装置もかなり専門的なもので、偽物とは思えなかった点が指摘された。しかし、トカチェンコは後の会見で、実際は現場でガス分析装置は使用されておらず、起爆装置についても既知の爆発物を起爆させることができない散弾銃の薬莢であったと述べた。
2000年3月、リャザンの地方紙『リャザンスキエ・ヴェドモスチ』は、リャザンUFSBの捜査部門責任者ユーリ・マキシモフ中佐のインタビューを掲載した。それによれば、FSB総局がモスクワの研究所に完全な検査を要求し、3月15日に調査結果を受け取り、現場に残されていた3つの袋から採取したサンプルに含まれる物質は、サトウキビから得られる砂糖の原材料でしかなく、物質の化学組成は食品の形の砂糖に相当し、爆発物は見つからなかったとされた。マキシモフはリャザン警察の爆弾処理班には爆発性蒸気探知機「М-02」が装備されていたが、これは悪天候の元ではかなりの誤差が発生するので爆弾処理の専門家はそれを使わず、より精度の高い分析キット「Exprei」を使用すると主張した。またヘキソーゲンの微粒子は最長3か月という長期間皮膚上に存在する可能性があるので、純粋な分析には使い捨て手袋が必要だが、爆発物専門家の作業キットにはそれが含まれておらず、それらを購入する資金も無かったことから、毎日の任務を終えたトカチェンコの手には、微量のヘキソーゲンが残っていた可能性があり、それが警察が砂糖を爆発物だと誤認した理由だと主張した。
2000年3月、リャザンUFSB長官セルゲイエフ将軍はテレビ番組に出演し、トカチェンコが検査を行うために袋から砂糖を注いだブリーフケースの蓋が事前に汚染されていたことによる、偽の陽性結果だと主張した。
2001年12月の治安局労働者の日の記者会見で、トカチェンコはガス分析装置は使用されておらず、起爆装置は既知の爆発物を起爆させることができない散弾銃の薬莢であったと述べた。
2003年2月、『コメルサントの』ジャーナリスト、オルガ・アレノワは、ロシア国家院議員セルゲイ・コバレフが入手したリャザン事件に関する犯罪捜査ファイルを研究した。記録によると、現場に到着した爆弾処理の専門家が2度検査を行ったが、爆発性粒子の存在は示されず、その後で到着した爆弾処理班長であったトカチェンコが自ら実験を行い、RDXを発見したとされた。トカチェンコに尋問した捜査官は、彼が事件前日に滅菌手袋を着用せずにRDXを含む爆発物を扱っていたため、RDXの検出は彼の手の汚染によって引き起こされたという結論を主張した。

## チェチェン独立派の反応
アパート爆破事件の直前に発生し、ロシア軍のチェチェン侵攻のきっかけの一つとなったダゲスタン侵攻に関しては、独立派指導者シャミル・バサエフが関与を認めているが、アパート爆破事件に関しては関与を否定している。

## 議会の反応
ロシア下院では事件当時、ロシア連邦共産党のゲンナジー・セレズニョフ下院議長がモスクワでのテロをヴォルゴドンスクでのテロと誤って発表した3日後にヴォルゴドンスクでもテロが起きており、これに対してロシア自由民主党のウラジーミル・ジリノフスキー議員からテロの計画性を疑う発言がなされていた。このことに関してリトビネンコはFSBがセレズニョフに日付を間違えて伝えたために起きたと主張しているが、この誤報の原因については議論が続いている。